# NGC 4012
NGC 4012 este o galaxie spirală situată în constelația Fecioara. A fost descoperită în 25 martie 1865 de către Albert Marth. Se află la o distanță de 66,37 de megaparseci de Pământ.